# ジェヴデト・スナイ
ジェヴデト・スナイ（Cevdet Sunay, 1899年2月10日 - 1982年5月22日）は、トルコの軍人、政治家。1966年から1973年まで、トルコ共和国第5代大統領を務めた。

## 経歴
トラブゾン生まれ。エルズルム、キルクーク、エディルネの学校に通った後、イスタンブールで軍の学校に入る。第一次世界大戦に1917年から尉官として従軍、翌年パレスチナ戦線でイギリス軍の捕虜となり、エジプトの捕虜収容所に入れられた。釈放後トルコ独立戦争に従軍、最初南部戦線でフランスと、ついで西部戦線でギリシアと戦う。1927年まで再度軍事教育を受け、1930年には軍事アカデミーを卒業、参謀将校となる。1929年アトゥフェット夫人と結婚、三児をもうける。1949年に将官となり、1959年に大将に昇進、軍の要職を歴任する。1960年、陸軍総司令官に就任し、ついで参謀総長となる。
1966年、ジェマル・ギュルセル大統領により上院議員に任命される。そのギュルセルが病気により職務遂行不能になると、同年3月28日にトルコ大国民議会により大統領に選出される。在任中は、左右の政治対立が激化し、労働運動、学生運動、政治テロが頻発。1971年には軍部による政治介入により公正党のデミレル政権が退陣に追い込まれる事態が起きるなど、不安定な政局が続いた。任期満了後の1973年3月28日に退任して終身上院議員になった。1982年にイスタンブールで死去し、アンカラのトルコ国家墓地に埋葬された。